# Вовчий Яр (річка)
Вовчий Яр — річка в Україні, у межах Чугуївського і Балаклійського районів Харківської області. Ліва притока Крайної Балаклійки (басейн Сіверського Дінця).
Довжина — близько 13,5 км. 
Стік розташовується в селі Іванівка, гирло — південніше села Мосьпанове. На річці розташовано більше 7 ставків, утворених земляними дамбами.

## Притоки
- Мишурин Яр — права притока[1]
- Попів Яр[2]